# 吉村成一
吉村 成一（よしむら せいいち 1904年11月22日 - 1962年8月18日）は、東京府出身の元大蔵官僚。元横浜銀行頭取。

## 来歴・人物
大蔵省出身。5代目横浜銀行頭取時代は業容が大きく拡大した時期にあたり、浜銀をいわゆる「地方銀行の雄」に育成した。頭取在任中に逝去。

## 略歴
- 1922年 府立一中独語科卒業
- 1926年 旧制水戸高校卒業
- 1928年10月 高等文官試験行政科合格
- 1929年3月 東京帝国大学法学部政治学科卒業
- 同年4月 大蔵省入省。税関事務官補兼大蔵属（横浜税関・主税局）
入省同期に、福田赳夫、前尾繁三郎、長沼弘毅など。
- 1930年2月 大蔵属兼財務書記（米国駐在）
- 1933年2月 司税官（茨木税務署長）
- 1934年2月 司税官（京橋税務署長）
- 1935年6月 銀行検査官
- 1937年7月 大蔵事務官兼銀行検査官
- 1940年12月 銀行局銀行調査課長
- 1941年5月 駐米大使館付（翌年8月帰朝）
- 1942年11月 大蔵省総務局考査課長
- 1943年3月 同・監理局保険課長
- 同年11月 同・銀行保険局保険課長
- 1945年5月 同・金融局保険証券課長兼日本証券取引所監理官
- 1946年2月 同・銀行局保険課長
- 同年6月 横浜税関長（1949年12月退官）
- 1949年12月 横浜興信銀行頭取
- 1957年1月 横浜銀行頭取

| 先代 柳澤鑛一 | 横浜銀行頭取 第5代：1949年 - 1962年 | 次代 伊原隆 |